# Let's Get Serious (chanson)
Singles de Jermaine Jackson
Castles of Sand
(1978) You're Supposed to Keep Your Love for Me
(1980)
Let's Get Serious est une chanson de Jermaine Jackson, parue sur son album du même nom. Écrite et composée par Lee Garrett et Stevie Wonder, la chanson est sortie le 7 mars 1980 comme premier single de l'album. L'enregistrement est produit par Stevie Wonder, qui chante également sur le titre.

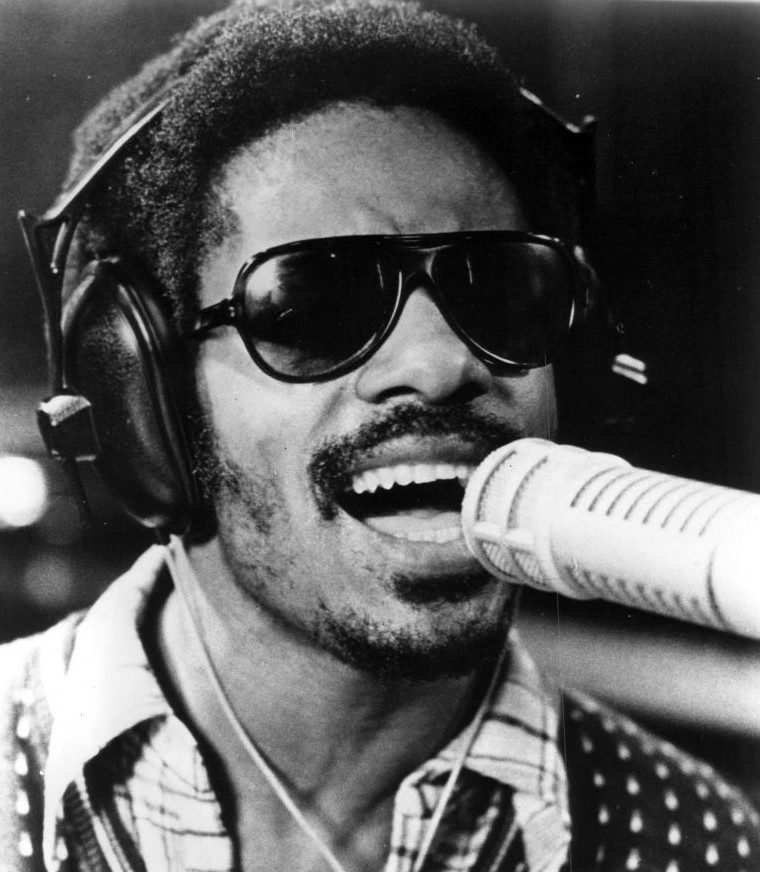
La production est assurée par Stevie Wonder, qui joue également plusieurs instruments sur Let's Get Serious.

Il s'agit du premier succès numéro un de Jermaine Jackson dans le classement Billboard Hot Soul Singles et son deuxième single à atteindre le top 10 du Billboard Hot 100 aux États-Unis. Il s'est également classé dans le top 10 au hit-parade britannique. Selon le magazine Billboard, Let's Get Serious est le single soul le plus vendu aux États-Unis en 1980, devançant le succès de son frère Michael Jackson, Rock with You, qui s'est classé en deuxième position,.
Une version en espagnol, intitulée Seamos serios, est également enregistrée par Jermaine Jackson et sortie en single promotionnel au Brésil en 1980. Cette version est incluse en tant que titre bonus dans la compilation Motown Around the World (The Classic Singles) de 2010 sortie par Motown

## Liste des titres
| A. | Let's Get Serious                  | Stevie Wonder, Lee Garrett       | 3:33 |
| B. | Je vous aime beaucoup (I Love You) | Jermaine Jackson, Maureen Bailey | 4:00 |

## Crédits
Crédits provenant du livret de l'album Let's Get Serious.
- Jermaine Jackson – chant, claquement de doigts
- Stevie Wonder – arrangements, chœurs, célesta, batterie, piano électrique (Fender Rhodes), claquements de doigts, guitare, piano, producteur, synthétiseur, écriture
- Lee Garrett (en) – écriture
- Alexandra Brown, Angela Winbush et Marva Holcolm – chœurs
- Nathan Watts – basse, battements de mains
- Isaiah Sanders – clavinet
- Earl DeRouen – congas, battements de mains
- Dennis Davis – batterie
- Ben Bridges et Rick Zunigar – guitare
- Abdoulaye Soumare, Keith Harris, Reggie Wiggins, Dick Rudolph – battements de mains
- Larry Gittens – trompette

## Classements
| Classement (1980–81)                   | Meilleure position |
| -------------------------------------- | ------------------ |
| Afrique du Sud (Springbok Top 20)      | 20                 |
| Australie (Kent Music Report)          | 24                 |
| Belgique (Flandre Ultratop 50 Singles) | 30                 |
| États-Unis (Hot 100)                   | 9                  |
| États-Unis (Hot Soul Singles)          | 1                  |
| États-Unis (Disco Action)              | 2                  |
| États-Unis (Cash Box Top 100)          | 9                  |
| Finlande (Suomen virallinen lista)     | 21                 |
| Irlande (IRMA)                         | 17                 |
| Pays-Bas (Nederlandse Top 40)          | 23                 |
| Pays-Bas (Nationale Hitparade)         | 24                 |
| Royaume-Uni (UK Singles Chart)         | 8                  |
| Zimbabwe (Hits of the Week)            | 17                 |

| Classement (1980)              | Position |
| ------------------------------ | -------- |
| États-Unis (Hot 100)           | 30       |
| États-Unis (Hot Soul Singles), | 1        |
| États-Unis (Cash Box Top 100)  | 52       |